# المتمرد (فلم 1968)
المتمرد فيلم تونسي تم إنتاجه 1968، من إخراج عمار الخليفي وبطولة حطاب الذيب, علي عبد الوهاب ورشيد قارة.

## روابط خارجية
- مقالات تستعمل روابط فنية بلا صلة مع ويكي بيانات